# Sainte-Anne-sur-Brivet
Sainte-Anne-sur-Brivet é uma comuna francesa na região administrativa da Pays de la Loire, no departamento de Loire-Atlantique. Estende-se por uma área de 25,99 km². Em 2010 a comuna tinha 3 004 habitantes (densidade: 115,6 hab./km²).